# Tetracanthagyna degorsi
Tetracanthagyna degorsi är en trollsländeart som beskrevs av Martin 1896. Tetracanthagyna degorsi ingår i släktet Tetracanthagyna och familjen mosaiktrollsländor. Inga underarter finns listade i Catalogue of Life.